# 6152 Empedocles
A 6152 Empedocles (ideiglenes jelöléssel 1989 GB3) a Naprendszer kisbolygóövében található aszteroida. Eric Walter Elst fedezte fel 1989. április 3-án.
Nevét Empedoklész ókori görög filozófus, orvos után kapta.